# Leyla Zana
Pour les articles homonymes, voir Zana (homonymie).
Leyla Zana (née le 3 mai 1961 à Silvan dans la province de Diyarbakır) est une personnalité politique kurde de Turquie.
Militante de la cause kurde, Leyla Zana est élue députée en 1991. Elle est condamnée en 1994 à quinze ans de prison pour son engagement politique et libérée en 2004, après dix ans d'incarcération, alors que le gouvernement turc consent à des réformes démocratiques en vue d'une adhésion à l’Union européenne.
Elle est réélue députée en 2011 et en 2015, puis fait l'objet d'une condamnation à 10 ans de prison pour appartenance au mouvement terroriste PKK.

## Biographie
Leyla Zana naît à Silvan, près de Diyarbakır, dans une famille modeste. Elle épouse à 17 ans son cousin  Mehdi Zana, qui est élu maire de Diyarbakir en 1977 puis fait prisonnier politique et torturé après le coup d'État militaire du 12 septembre 1980 en Turquie. Elle même milite en faveur de la cause kurde, ce qui lui vaut une première incarcération en 1988 durant laquelle est est torturée.
Le 20 octobre 1991, revendiquant l'héritage politique de son mari exilé à l'étranger, Leyla Zana est élue au Parlement turc dans la circonscription de Diyarbakır. Elle fait scandale au parlement lors de la cérémonie de prestation de serment en prononçant un message de paix en kurde (« Vive la paix entre les peuples kurde et turc »). L'usage de la langue kurde étant alors interdit en Turquie, des procédures judiciaires sont aussitôt engagées à son encontre. 
Son parti, le Parti de la démocratie, est interdit et son immunité parlementaire est levée. En décembre 1994, Leyla Zana est arrêtée, en même temps que trois autres députés (Hatip Dicle, Selim Sadak et Orhan Doğan) et accusée de trahison. Les accusations de trahison ne sont pas portées devant le tribunal mais Zana et les trois autres accusés sont condamnés à 15 ans de prison pour « appartenance à un groupe armé » (le Parti des travailleurs du Kurdistan).
Pour justifier sa décision, le tribunal s'est appuyé sur des arguments comme la couleur des vêtements portés par Leyla Zana. Ainsi, il est dit « [...] que l'accusée Leyla Zana a, le 18 octobre 1991, effectivement porté des vêtements et des accessoires jaune, vert et rouge alors qu'elle s'adressait à la population de Cizre ».
Le 30 novembre 1995, le Groupe de travail des Nations unies sur la détention arbitraire a déclaré que l'emprisonnement des quatre parlementaires était arbitraire, car il contrevenait aux articles 10 et 11 de la Déclaration universelle des droits de l'Homme. Le Groupe de travail a instamment demandé au gouvernement turc « de prendre les mesures nécessaires pour remédier à cette situation », ce dont il s'est abstenu. 

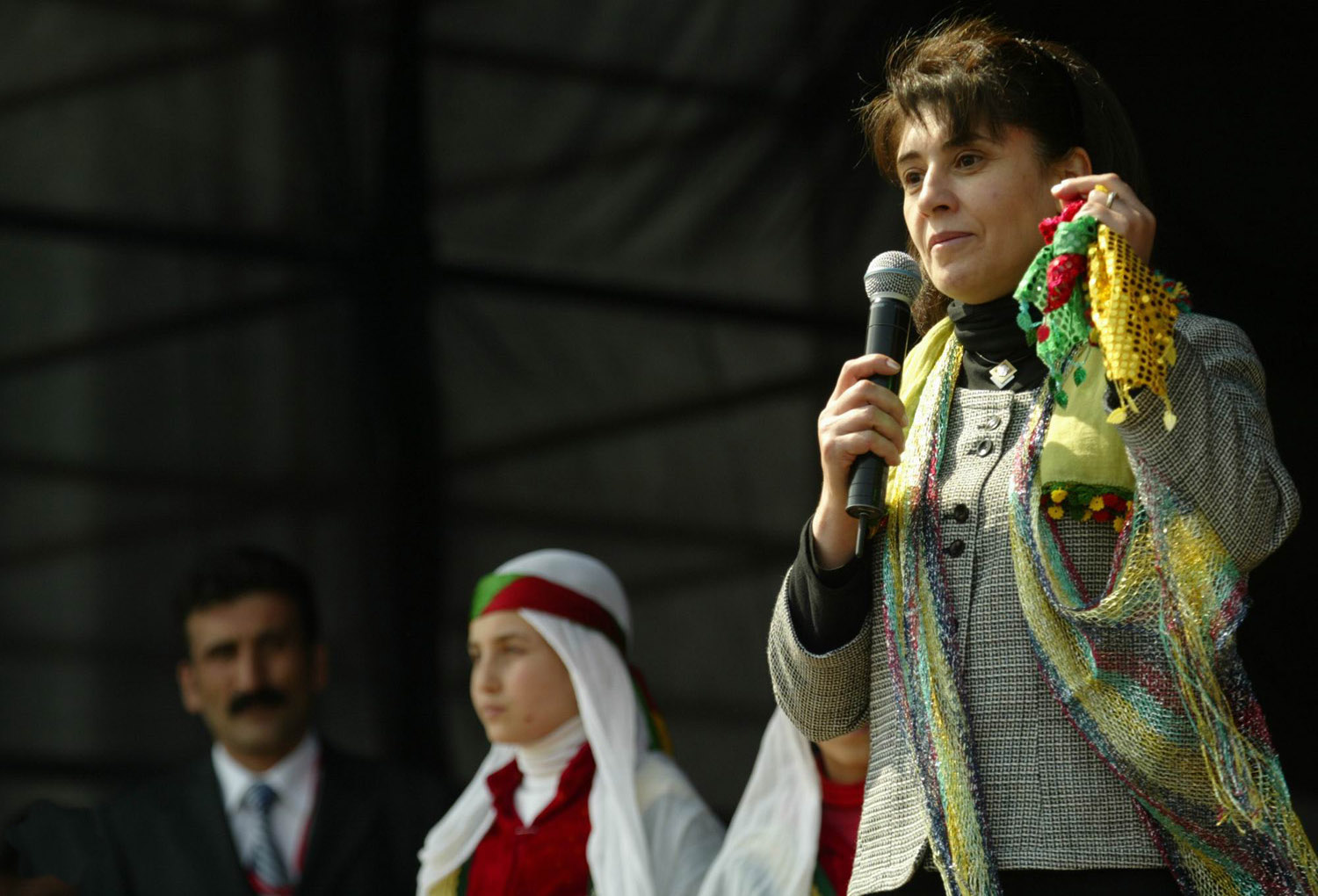
Leyla Zana en 2007.

En 1994, Leyla Zana reçoit le prix Rafto et le prix Sakharov décerné par le Parlement européen pour honorer sa "liberté d'esprit". En 1995 elle reçoit le Prix Bruno-Kreisky.
Elle refuse en 1997 une libération anticipée pour raison médicale par solidarité avec les députés incarcérés avec elle.
Sa condamnation est alourdie en 1998, à cause d’une de ses lettres publiée dans un journal kurde, où elle exprimait des opinions séparatistes. Elle publie un livre Écrits de prison. Son parti, le Parti de la démocratie (DEP) est également dissout par la Cour constitutionnelle en 2003. 
L'Union européenne, à laquelle la Turquie souhaite adhérer, effectue à plusieurs reprises la demande d'une libération de Leyla Zana, sur des bases humanitaires. En 2001, la Cour européenne des droits de l'homme (CEDH) critique la façon dont le procès de Zana a eu lieu ; la Turquie n'en accepte pas le jugement mais en 2003 une loi d'harmonisation passée dans le cadre de l'éventuelle adhésion de la Turquie à l'UE permet de demander un nouveau procès qui tienne compte de l'avis de la CEDH. Toutefois ce nouveau procès qui prend place en avril 2004 est régulièrement boycotté par les prisonniers et leurs condamnations y sont confirmées. En juin 2004, celles-ci sont finalement annulées par la cour d'appel suprême de Turquie sur avis du procureur, pour un vice de forme lors du premier procès et Zana est libérée ainsi que Hatip Dicle, Selim Sadak et Orhan Doğan.
En janvier 2005, la CEDH condamne le gouvernement turc à verser à chacun des condamnés 9 000 euros, déclarant que la Turquie a violé leur droit d'expression.
Leyla Zana ne s'est pas présentée aux élections parlementaires de 2007. Elle a déclaré, lors des célébrations du Newroz à Diyarbakır : « Les Kurdes ont trois leaders : Jalal Talabani, Massoud Barzani et Abdullah Öcalan, nous leur devons énormément. » Par ailleurs, lors d'un colloque au Parlement anglais, elle a affirmé que « le PKK était la garantie du peuple kurde. »
Le 4 décembre 2008, Leyla Zana a été condamnée à 10 ans de prison ferme pour avoir fait des déclarations faisant l'éloge du PKK dans neuf discours lors de rassemblements publics, mais le jugement a été cassé par la suite.
Elle se représente en 2011 aux élections législatives, qu'elle remporte, tout comme les élections de 2015.
Selon un comité de soutien, qui communique lors d'une grève de la faim qu'elle entame en 2015 « pour faire pression sur le gouvernement et sur le PKK afin de réintégrer les négociations de paix », les condamnations se seraient multipliées depuis 2008, Leyla Zana n'ayant échappé à l'emprisonnement que grâce à son immunité parlementaire.  En juin 2016, cette immunité est de nouveau levée comme celle de 137 autres parlementaires, dont 49 des 58 autres élus de son parti, le HDP.

## Récompenses
- 1994 prix Rafto[15]
- 1995 : Zana reçoit le prix Sakharov qu'elle n'a pu aller chercher au parlement européen qu'en 2004[15].
- 1995 Bruno-Kreisky-Preis
- 1995 Aachener Friedenspreis
- 1995 et 1998 elle a été pressentie au prix Nobel de la paix
- 14 décembre 2004 elle a reçu la  médaille d'argent par le maire de Paris Bertrand Delanoë.
- Zana a été choisie citoyenne honoraire par la France et la Suisse.